# Maria Mercè Darnaculleta i Gardella
Maria Mercè Darnaculleta i Gardella (Girona, 1971) és professora i investigadora especialitzada en Dret administratiu a la Universitat de Girona. Es va doctorar el 2002 amb una tesi sobre Derecho administrativo y autorregulación. La autorregulación regulada que va defensar en aquesta universitat i per la qual va rebre el Premi extaordinari de doctorat. Ha estat investigadora visitant en diverses universitats alemanyes i forma part d'organitzacions acadèmiques internacionals. El 2008 va guanyar el Premi Josep M. Vilaseca de l'Institut d'Estudis Autonòmics pel seu estudi sore la gestió dels aeroports a Alemanya i a l'estat espanyol. És membre de la Comissió Jurídica Assessora de la Generalitat de Catalunya des del juny de 2017.